# Molliens-au-Bois
Molliens-au-Bois är en kommun i departementet Somme i regionen Hauts-de-France i norra Frankrike. Kommunen ligger i kantonen Villers-Bocage som tillhör arrondissementet Amiens. År 2022 hade Molliens-au-Bois 345 invånare.

## Befolkningsutveckling
Antalet invånare i kommunen Molliens-au-Bois
| Referens: INSEE |